# Matjaž Hanžek
Matjaž Hanžek, slovenski sociolog, pesnik, aktivist in politik, * 13. avgust 1949, Slovenj Gradec.
Hanžek, sin Tarasa Kermaunerja, je najbolj znan kot varuh človekovih pravic Republike Slovenije (2001–07) in kot poslanec Združene levice (2014–18). Od 1. oktobra 2011 je bil predsednik novoustanovljene Stranke za trajnostni razvoj Slovenije in funkcijo opravljal do 2015, ko je predsedstvo stranke prevzela Violeta Tomić. Leta 2017 je iz stranke izstopil, po nekaj mesecih je tudi zapustil poslansko skupino Levica.

## Življenjepis
Na prelomu iz 60. v 70. leta 20. stoletja se je kot sodelavec skupine OHO ukvarjal z avantgardno umetnostjo (pesništvo-vizualna poezija, ...). 
Leta 1977 je diplomiral iz sociologije na Fakulteti za sociologijo, politične vede in novinarstvo v Ljubljani (tema: Slovenski delavci v ZR Nemčiji : primerjava dejanskega in perceptivnega napredovanja) in se je nato zaposlil na Zavodu za družbeno planiranje (danes UMAR/Urad vlade RS za makroekonomske analize in razvoj).
Že v študentskih letih se je uveljavil s svojim avantgardnim pesništvom, se pridružil avantgardni umetniški skupini OHO in s svojim aktivističnim delovanjem postal model predstavnika generacije ’68. Bil je urednik Tribune, pol leta po ustanovitvi Radia Študent tudi njegov urednik za literaturo in kulturo, kasneje je bil urednik Problemov. V prvi polovici sedemdesetih let je skupaj z Blažem Ogorevcem vodil ŠKUC, ki je v tistem času pridobil prostore na Starem trgu v Ljubljani. Sredi osemdesetih let ga je literarno delovanje pripeljalo v stik s kosovskimi kolegi, mdr. z Ibrahimom Rugovo, zato se je angažiral tudi pri razreševanju t. i. kosovskega vprašanja. Odbor za varstvo človekovih pravic na Kosovu, katerega soustanovitelj je bil leta 1989, ga je poslal na Kosovo kot nekakšnega opazovalca. Jeseni istega leta je spremljal zaplete in spore, povezane s sojenjem Azemu Vllasiju, ki je do skrajnosti stopnjevalo politično napetost na Kosovu in tudi v celotni Jugoslaviji. O svojih opažanjih je najprej poročal evropskim ustanovam v Strasbourgu, leto kasneje pa govoril še v Ženevi na zasedanju Mednarodne federacije za človekove pravice. 
Med letoma 1997 in 2001 je bil na UMAR odgovoren za Poročilo o človekovem razvoju. 21. februarja 2001 ga je Državni zbor Republike Slovenije izvolil za drugega varuha človekovih pravic; mandat je opravljal do 21. februarja 2007. Po koncu mandata se je vrnil nazaj na Urad za makroekonomske analize in razvoj. Leta 2014 je bil izvoljen v parlament s stranko Združena levica.
Sredi septembra 2011 je postal sopredsedujoči novega Gibanja za trajnostni razvoj Slovenije in nato bil 1. oktobra istega izvoljen za predsednika stranke, ki je bila ustanovljena na principih gibanja.
Na državnozborskih volitvah leta 2011 je kandidiral na listi svoje stranke.
Leta 2008 so mu podelili častno članstvo Slovenskega sociološkega društva v znak priznanja za njegov večplasten prispevek k ugledu, prepoznavnosti in pomenu sociologije na Slovenskem, ki ga je izkazal predvsem s svojim strokovnim delom pri izdajanju Poročila o človekovem razvoju in z brezkompromisnim opravljanjem funkcije Varuha človekovih pravic. S svojim dolgoletnim aktivnim javnim delovanjem je izjemno prispeval k razvoju številnih področij, ki jih s svojim delovanjem pokriva tudi SSD.

## Dela
Pesniške zbirke
- Prostorska knjiga (1967)
- Štiri pesmi (1967)
- Verzi (1968)
- Iščemo pesmi, kje so (1969, 1971)
- Osnutek (1972)
- 61 tekstov (1977)
- vilice so obrnjene navzgor ali navzdol (2025)

#### Drugo
- Odprimo okna, zažgimo stare cunje (esej; Ljubljana : Cankarjeva založba, 2011)